# コリーダ・デ・トロス
コリーダ・デ・トロス(Corrida・de・Toros)は、北海道札幌市に拠点を置くフットサルクラブ。伊藤淳が総監督を務めている。札幌プレミアフットサルリーグ所属。2009年度には北海道フットサルリーグで優勝した。

## 名称の変遷
- 2001-2002 札幌フットサルクラブ
- 2002-2004 ダイワスポーツ札幌フットサルクラブ
- 2004-2005 ダイワスポーツ/ナンシンフットサルクラブ
- 2005-2008 Corrida・de・Toros/NFC
- 2008-2009 ノルブリッツ北海道Corrida・de・Toros
- 2009- Corrida・de・Toros

## 成績

### リーグ
- 2001年 北海道フットサルリーグ 2nd優勝
- 2002年 北海道フットサルリーグ 1st準優勝、2nd準優勝
- 2003年 北海道フットサルリーグ 1st準優勝、2nd準優勝
- 2004年 北海道フットサルリーグ 1st優勝、2nd優勝
- 2005年 北海道フットサルリーグ 1st5位、2nd4位
- 2006年 北海道フットサルリーグ 1st3位、2nd準優勝
- 2007年 北海道フットサルリーグ 準優勝
- 2008年 北海道フットサルリーグ 準優勝
- 2009年 北海道フットサルリーグ 優勝
- 2010年 北海道フットサルリーグ 6位
- 2011年 北海道フットサルリーグ 8位
- 2012年 北海道フットサルリーグ 9位（降格）
- 2013年
- 2014年
- 2015年 札幌プレミアフットサルリーグ 5位

### 全道フットサル選手権
- 2003年 優勝
- 2004年 優勝
- 2005年 3位
- 2006年 準優勝
- 2007年 準優勝
- 2008年 3位
- 2009年 ベスト8
- 2010年 予選リーグ敗退

### 全日本フットサル選手権
- 2002年 北海道地区予選優勝、本大会予選リーグ敗退
- 2003年 北海道地区予選優勝、本大会予選リーグ敗退
- 2004年 北海道地区予選優勝、本大会3位
- 2005年 北海道地区予選準優勝、本大会予選リーグ敗退
- 2006年 北海道地区予選3位
- 2007年 北海道地区予選準優勝、本大会予選リーグ敗退
- 2008年 北海道地区予選ベスト8

### FUTSAL地域チャンピオンズリーグ
- 2003年度 準優勝
- 2004年度 予選リーグ敗退
- 2009年度 予選リーグ敗退

## 歴代所属選手
- 小野寺隆彦
- 伊藤淳
- 仲村学
- 上貝修